# 満月の夕
「満月の夕」（まんげつのゆうべ）は、日本の2つのロック・バンド、ソウル・フラワー・ユニオンの中川敬とヒートウェイヴの山口洋が共作した楽曲である。なお、タイトル「満月の夕」の「夕」は「ゆうべ」とよむ。
1995年8月21日にヒートウェイヴ版の歌詞でアルバム『1995』に初収録され、同年10月1日の同じ日にヒートウェイヴ版（シングルバージョン）、ソウル・フラワー・ユニオン版が共にシングルとして発売された。先行してソウル・フラワー・ユニオンが被災地での生演奏を経て徐々に楽曲を完成させていたが、作曲が共作ということもあり、どちらかがオリジナルという立場は取られていない。なお、両方の歌詞を組み合わせた混在版（ガガガSP版）も存在する。詳細は下記を参照のこと。

## 作品背景
1995年1月17日に発生した阪神・淡路大震災の惨状、復興への厳しい現実、それらに向き合おうとする被災地の人々の姿が歌い込まれている（震災当日の夜、満月がのぼっていた）。
関西に活動拠点を置くソウル・フラワー・ユニオンは、ソウル・フラワー・モノノケ・サミットという別動隊バンドで、被災した阪神各地の避難所を数多く訪れ慰問ライブを行っている（1995年だけでそのライブの回数は百回を越えている）。ソウル・フラワー・ユニオンの中川敬とヒートウェイヴの山口洋はかねてより親交が深かった（「盟友関係にあった」といってもよい）。その中川に招かれて被災地を訪れた山口もまた、その惨状を目にして思わず言葉を失ったという。
同年2月10日、被災地の神戸で慰問ライブ活動を開始したソウル・フラワー・モノノケ・サミットの中川が、2月14日、神戸市長田区の南駒栄公園で行ったライブの光景を元に、山口と作った主旋律の一部に乗せて一気に書き上げた。その日の神戸の空には、震災から丸一か月の満月が浮かんでおり、最大余震の到来が噂される中、ライブを観る被災者たちが口々に「満月を見るの、怖いわ」と言っていたのを中川が耳にしたことから、この唄は産まれている。
ヒートウェイヴのヴァージョンは、同年3月にソウル・フラワー・ユニオンの同曲を聴いた山口が、自身の住む東京から見た被災地への思いを「書き足した」もので、中川、山口両者ともに、現場の違い（神戸・東京）により産まれたお互いのヴァージョンを認め合っている。
2015年1月17日にはNHK総合テレビで『「満月の夕」〜震災が紡いだ歌の20年〜』と題したドキュメンタリーが放送された。8月10日にはNHK BSプレミアム「The Covers」にBRAHMANが出演した際、曲の途中から突如、中川と山口が現れ、BRAHMANとセッションする演出が話題となった。

## CD・音源

### ソウル・フラワー・ユニオン版
作詞は中川敬（ソウル・フラワー・ユニオン）、作曲は中川と山口洋（ヒートウェイヴ）の共作である。
ヒートウェイヴ版や他アーティストのヴァージョンと明らかに異なるのは、三線のサウンドとチンドン太鼓のリズムを中心に据え、鎮魂や祈りよりも「泣き笑い」が（結果的に）立ち上る演奏になる点である。ライブ会場ではエンディングが大合唱になる。
以下のヴァージョンが発表されている。
- 95 Single Version - 1995年10月1日にシングルとしてリリースされた（大工哲弘、山口洋参加）。
- 96 Frozen Brass Version - アルバム『エレクトロ・アジール・バップ』（1996年10月）に収録された、梅津和時や大原裕の参加したロング・ヴァージョン。
- Demo Version - 2008年3月19日にリリースされた2枚組シングル集『満月の夕〜90's シングルズ』には、新たに発掘された震災最初期録音のデモ・ヴァージョンにSingle Versionと、下記のSOUL FLOWER UNION with DONAL LUNNY BANDとしての2曲を加えた、計4ヴァージョンの「満月の夕」が収録されている。
- ライブ・アルバム『ハイ・タイド・アンド・ムーンライト・バッシュ』（1999年12月）、チャリティー・オムニバス・アルバム『風ガハランダ唄』（2004年9月）、ベスト・アルバム『ゴースト・ヒッツ 00-06』の初回特典DVD （2006年9月）、マキシ・シングル『寝顔を見せて』（2007年11月）、DVD『ライブ辺野古』（2008年3月）、ライブ・アルバム『エグザイル・オン・メイン・ビーチ』（2009年9月）には、ソウル・フラワーの様々なこの曲のライブ・ヴァージョンが収録されている。

SOUL FLOWER UNION with DONAL LUNNY BANDとして
- 1997 ALTERNATE MIX - ソウル・フラワー・ユニオンのベストアルバム『ゴースト・ヒッツ 95-99』に収録。
- ソウル・フラワー・ウィズ・ドーナル・ラニー・バンドのミニ・アルバム『マージナル・ムーン』（1998年7月）に収録されたヴァージョン（なお、このヴァージョンは、中川のソロ・ユニットであるソウルシャリスト・エスケイプのアルバム『ロスト・ホームランド』や、ソウル・フラワー・ユニオンのシングル『青天井のクラウン』、アルバム『満月の夕〜90's シングルズ』[1]にも収録されている）。
- ソウル・フラワー・ウィズ・ドーナル・ラニー・バンドのミニ・アルバム『マージナル・ムーン』（1998年7月）に収録されたライブヴァージョン。『満月の夕〜90's シングルズ』[1]にも収録。

中川敬のソロとして、
- 2011年6月22日にリリースされた中川敬のソロ・アルバム『街道筋の着地しないブルース』には、新録アコースティック・ヴァージョンが収録されている。
- 満月の夕(ゆうべ)[ラフ･ミックス]／中川敬 (with 伊丹英子) - 阪神淡路大震災から16年目となる2011年1月に録音されたセルフカヴァーバージョン。2011年の東北地方太平洋沖地震を受けて、ソロアルバム発売前にマスタリング前段階のミックスをネット上に公開[2]

### ヒートウェイヴ版
作詞・作曲は、山口洋と中川敬の共作となっている。上記の理由により歌詞はソウル・フラワー・ユニオン版と異なる。
元々はふたりでAメロなどを書いていたが、「続きはまた」と約束している内に中川から「書き上げた（中略）もう神戸で歌っているで」と連絡が入り、フライングする形でソウル・フラワー・ユニオン版が完成したという。山口は後年、「（被災地での活動を続けるうちに）きっと書き上げずにはいられなかったのだろう」と振り返っている。
ヒートウェイヴ版は彼らの5thアルバム『1995』（1995年8月21日発売）に収録。また、同アルバムからシングルカットされることになり、シングル用に再ミックスしたものが、ソウル・フラワー・ユニオン版のシングルと同時に1995年10月1日発売された。
ベストアルバム『LONG LONG WAY -1990-2001-』（2001年6月21日発売）にも収録され、2010年9月21日発売の完全生産限定盤BOX『EPIC YEARS 1990-1995 〜20th Anniversary Edition〜』にはアルバムバージョン、シングルバージョンが共に収録されている。
ソウル・フラワー・ユニオン版よりもテンポがスローで、ロック・バラードの趣がより強い。CD音源でも7分を超える大作である。演奏にはソウル・フラワー・ユニオンの中川が三線と囃子で、伊丹英子が三板と囃子で、それぞれ参加している。

## カバーしたアーティスト
2つのバンドの活動によってこの曲は広く知られるようになったが、後に以下のとおり、複数のアーティストによって、同曲のカバー・ヴァージョンが発表された。歌われる歌詞は、アーティストにより、「ソウル・フラワー・ユニオン版」、「ヒートウェイヴ版」、そして両方の歌詞が混ざった「混在版（ガガガSP版と呼ばれている場合もある）」がそれぞれ選択されている（SFU版の場合のみ、作詞者は中川だけとなる）。

### 主な音源
- 酒井俊 - 女性ジャズ・ボーカリストによるソウルフルなスタイル。1998/5/26にシングル『満月の夕べ』発売。2001/6/25にアルバム『四丁目の犬』に収録。共にインディーズからの発売であったが、2003/1/22にはメジャーレーベルより再度シングル『満月の夕』が発売され、2003/10/22発売のアルバム『夢の名前』に再収録されている。
- 平安隆 - 元チャンプルーズのギタリストによるウチナーグチ・ヴァージョン。1998/7/26発売のアルバム『かりゆしの月』に初収録ののち、多数のコンピレーションに収録されている。シングルとしては2003/3/26に発表され、全3バージョンが収録された。
- ガガガSP - メンバー全員が神戸出身。シングルとして2003/1/17に発表。オリコン・シングル・チャート11位を記録した。また後に2003/3/5発売のアルバム『オラぁいちぬけた』にも収録されている。歌詞は混在版が選択された。満月の夕 (ガガガSPの曲) を参照。
- 沢知恵 - ピアノによる弾き語りが印象的で、オリジナルとまた違う印象を与える演奏である。2000/8/19にカバーアルバム『いいうたいろいろ2』に収録されたのち、2002/10/19のアルバム『一期一会』にライブバージョンが、さらに、2003/7/23発売のシングル『死んだ男の残したものは／満月の夕』にはシングルバージョンが収録されている。
- 野田淳子 - アルバム『心歌 こころうた』に収録（2003/10/5発売）。
- J-Min - カバー・ミニ・アルバム『The Singer』に収録（2008/11/19発売）。
- ET-KING - アルバム『応援歌集』に収録（2011/7/20発売）。
- 二階堂和美 - アルバム『ソウル・フラワー・ユニオン＆ニューエスト・モデル 2016 トリビュート』に収録（2016/8/3発売）。
- BRAHMAN - アルバム『梵唄』に収録（2018/2/7発売）。中川敬、山口洋、うつみようこも参加。
- NO NUKES JAZZ ORCHESTRA 
  - レーベル: SONG X JAZZ Inc,.
  - ASIN: B008B2JDD4
  - JAN： 4571381530098
- 城南海 - “ツアー「ウタアシビ2018冬」会場販売作品” 城南海／「遠い約束」に収録のDVD（スタジオライブver.）（2018/12/1）
- 渡辺美里 - “カバーアルバム「うたの木 彼のすきな歌」”に収録（2021/10/27発売）。

### ライブ
- リクオ - ライブでカバー。
- うつみようこ - ライブでカバー。
- 大竹しのぶ - ライブでカバー。
- アン・サリー - ライブでカバー。
- 八木啓代 - ライブでカバー。
- ヒサシ the KID (THE BEACHES) - ライブでカバー。
- BRAHMAN - NHK-BS「The Covers」で披露、中川と山口がゲスト参加した。後にうつみようこも参加して音源化。
- TOSHI-LOW -　弾き語りライブでカバー。 しばしば冗談で「オリジナルソングです」と紹介する。
- 片平里菜 - ライブでカバー。
- 大森洋平 - ライブでカバー。
- i GO 茜谷有紀 - ライブでカバー。
- 大島花子 - ライブでカバー。
- Spoon de Chop - ライブでカバー。
- 城南海 - ライブでカバー。
- あいみょん - インスタライブでカバー。
- 古明地洋哉 - ライブでカバー。
- 大柴広己 - ライブでカバー。